# Věž (zámek)
Zámek Věž stojí na návsi v obci Věž, v okrese Havlíčkův Brod. Je chráněn jako kulturní památka.

## Historie
První písemná zmínka o Věži pochází z roku 1404, kdy ji vlastnil Mikuláš z Lipničky. V té době zde ovšem žádné panské sídlo nestálo. K výstavbě barokního zámku došlo patrně až na konci 17. století za Vernierů. Mathias Vernier de Rougemont statek Věž i šlechtický titul získal jako císařský důstojník z Burgundska po třicetileté válce. Jeho syn Jan Bartoloměj svobodný pán Vernier de Rougemont patrně zámek Věž kolem roku 1700 postavil. V roce 1703 Jan Bartoloměj Vernier prodal ves se zámkem (tehdy zvaným Černá věž) Františku Antonínovi z Gastheimu. 
Následně docházelo k častému střídání majitelů, až jej kupuje rytíř František Josef Mozar /Moser, staroměstský měšťan a komerciální rada. Za něj došlo v letech 1728–1730 k přestavbě, při níž přibylo severní křídlo s jednolodní kaplí sv. Jana Nepomuckého. Jeho syn Leopold Moser podnikl v okolí neúspěšné pokusy o obnovení těžby stříbra, což vedlo ke značnému zadlužení a nutnosti prodat majetek.
V konkursu tak roku 1733 získal Věž Václav Ignác Deym hrabě ze Stříteže (1669-1747), který za vše i s mobiliářem zaplatil 54 100 zlatých. Jeho chotí byla Marie Rosina rozená Vernierová de Rougemont (1672-1711), neteř dřívějšího majitele. V letech 1740–1750 proběhla pod dozorem jeho manželky Marie Karolíny rokoková úprava průčelí. Václav Ignác měl 16 potomků, statek Věž zdědil syn Franz Anton, který roku 1787 statky Věž a Květinov prostřednictvím svého zástupce nechal prodat. 
Spojené statky, ke kterým náležel zámek ve Věži, z více než tří čtvrtin zadlužené, koupil za 65 000 zlatých obchodník z Velkého Meziříčí Václav Segenschmid (1723-1789., obchodník a soukeník z Velkého Meziříčí, který zbohatl díky armádním zakázkám. Roku 1789 připadlo panství dle dědického smíru po zemřelém Václavu Seegenschmiedovi jeho dceři Marii Anně provdané Skřivánkové a jejímu manželovi Bernardu Krziwankovi a to za 50.000. V letech 1780 - 1793 ve věžském zámku jako finančně nezávislý bývalý jezuita pobývá potomek starého irského rodu, kanovník P. Josef rytíř Lodgman von Auen. V letech 1792-1795 patřil statek krátce jihlavskému poštmistrovi Leopoldovi Goško ze Sachsenthalu (1757-1831).
Na konci 18. století, kdy už byl v držení manželů Křivánkových, prošel zámek klasicistní přestavbou a v roce 1820 byl upraven ve stylu empíru. Roku 1801 se dočkala Marie Anna své zletilosti, avšak mezi oběma manželi Křivánkovými došlo v následujících letech ke sporu o správu statku. Celá záležitost byla uzavřena definitivně v roce 1809, kdy jí bylo zaknihováno výhradní právo na statek. Syn JUDr. Jan Ludwig Krziwanek (1795-1880) se stal známým vídeňským advokátem a jeho synové vynikli v oboru fotografie. Statek získává druhorozený Eduard Ernest Edler von Krziwanek (1799-1876), říšský a zemský poslanec. Častým hostem Eduarda von Krziwanek zde býval K. H. Borovský. V roce 1881 jej zasáhl požár a ještě téhož roku jej od Eduarda Křivánka ml. koupil dr. Antonín Waldert. 
Oprav se však zámek spolu s kaplí dočkal až na počátku 20. století, kdy už byl v majetku Roberta Stanglera. V držení Stanglerů zůstal do roku 1948, kdy jim byl zkonfiskován a od roku 1958 je v jeho prostorách zřízen domov důchodců.